# Рустика
Рустика у архитектури је обрада зида каменом паралелопипедног облика са спољном видном страном обрађеном грубо, буњама.